# Zygmunt Badowski

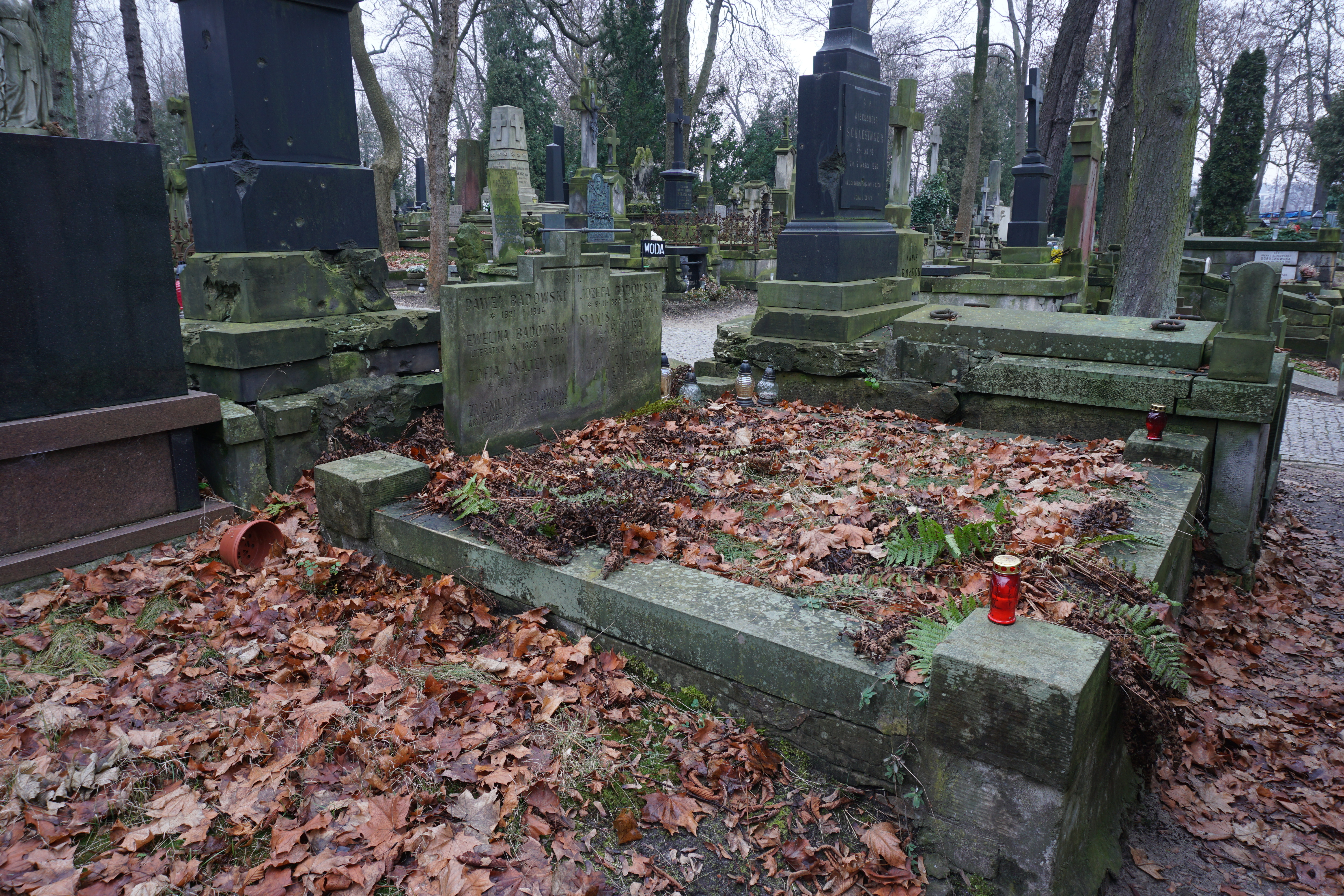
Grób Zygmunta Badowskiego na cmentarzu Powązkowskim w Warszawie.

Zygmunt Ignacy Badowski (ur. 9 lutego 1875 w Warszawie, zm. 30 grudnia 1959 tamże) – polski malarz, pedagog.

## Życiorys
Syn Pawła (1821–1904) i pisarki Eweliny z Łaszczewskich (1838–1918). Ukończył  V Gimnazjum w Warszawie. Od 1892 do 1901 uczył się w warszawskiej Klasie Rysunkowej pod kierunkiem Wojciecha Gersona, a następnie w krakowskiej Szkole Sztuk Pięknych w pracowni Władysława Łuszczkiewicza. Naukę kontynuował w Paryżu, w szkole Vittiego u Raphaëla Collina w latach 1901–1903. W międzyczasie podróżował po Europie samodzielnie zdobywając wiedzę o malarstwie podczas zwiedzania muzeów i galerii. Powrócił do Krakowa, gdzie pobierał naukę u Leona Wyczółkowskiego. Po jej zakończeniu zamieszkał na stałe w Warszawie, w 1902 był współorganizatorem wystawy wiosennej młodych artystów polskich z Kongresówki, Galicji i Rosji. W 1908 zorganizował żeńską szkołę rzemiosł i przemysłu artystycznego, udzielał lekcji malarstwa, a w Szkole Sztuk Pięknych im. Wojciecha Gersona wykładał historię sztuki. W 1920 ochotniczo zgłosił się do wojska i uczestniczył w wojnie polsko-bolszewickiej. Aktywnie uczestniczył w życiu artystycznym Warszawy, był członkiem Polskiego Towarzystwa Artystycznego.
Po II wojnie światowej wykładał w Towarzystwie Wolnej Wszechnicy Polskiej i Uniwersytecie Robotniczym TUR. 
16 października 1902 ożenił się z Idalią Kamillą z Oziembłowskich. Mieli syna Witolda Gustawa (1903–1940), nauczyciela, porucznika w st. sp. - ofiarę zbrodni katyńskiej. 
Zmarł w Warszawie, pochowany na cmentarzu Powązkowskim (kwatera 32-5-3,4).

## Twórczość
Tworzył kompozycje figuralne, akty, malarstwo portretowe, duża część prac Zygmunta Badowskiego ma wymowę symboliczną. Stosował pastele, sangwiny i farby olejne, tworzył litografie. Przed 1918 współpracował z „Tygodnikiem Ilustrowanym”, jego prace uczestniczyły w wystawach zbiorowych w Towarzystwie Zachęty Sztuk Pięknych (1913, 1922, 1931, 1937). W latach 1947–1949 przewodniczył artystycznej Grupie Niezależnych.  

## Ordery i odznaczenia
- Krzyż Oficerski Orderu Odrodzenia Polski (2 grudnia 1955)[8]
- Srebrny Krzyż Zasługi (11 lipca 1955)[9]
- Medal 10-lecia Polski Ludowej (19 stycznia 1955)[10]